# Пуэн дю Сабль, Жан-Батист
Жан-Батист Пуэн дю Сабль (фр. Jean-Baptiste Point(e) du Sable, Jean Baptiste DuSable) — чернокожий траппер, который первым поселился и жил более 20 лет на том месте, где сейчас находится город Чикаго. Когда он построил свой дом, место было безлюдной и дикой территорией. Сейчас Жана-Батиста почитают как основателя города Чикаго, а памятный знак в его честь стоит в центре города, окружённый небоскрёбами.

## Биография

### Молодость
Отцом Жан-Батиста был, вероятно, французский моряк, а матерью — чернокожая гаитянка, рабыня из Африки. Жан-Батист родился свободным, учился во Франции, а в начале 1770-х годах приехал в Новый Орлеан и по реке Миссисипи добрался до Пеории. Установил хорошие отношения с индейцами племени потаватоми и женился на женщине из этого племени по имени Киттигава (в крещении Кэтрин). Их брак зарегистрировал католический священник в Кахокии 27 октября 1778 года, хотя незадолго до того они поженились по индейским обычаям. В семье было двое детей: сын Жан и дочь Сюзан. В месте, где они жили, впоследствии возникло поселение, которое со временем стало городом Чикаго.

### Британский плен
Дю Сабль жил и содержал семью приграничной торговлей между французами, американцами и индейцами, поставляя первым кожи и меха, а вторым — порох, огнестрельное оружие и алкоголь. Во время войны за независимость США, в августе 1779 его арестовали британцы по подозрению в шпионаже и удерживали в форте Мишилимакино, Мичиган. Комендант форта Арнт Скайлер де Пейстр отмечал в своих записках, что Батист Пуэн дю Сабль был «красивый негр, хорошо образованный».
В годах 1780—1784 дю Сабль держал на территории, контролируемой британцами, торговую факторию Pinery (Сосновый бор) на реке Сент-Клэр, сейчас — территория штата Мичиган.

### Богатый купец
По окончании войны в середине 1784 года дю Сабль вернулся на земли племени потаватоми к своей старой фактории в устье реки Чикаго на её северном берегу. Самое раннее упоминание о фактории относится к 10 мая 1790 года, когда экспедиция Хью Геварда выменяла своё каноэ на пирогу у Пуэн дю Сабля и докупила хлеб, муку и свинину.
Дю Сабль был важной персоной и богатым торговцем. В его доме был роскошный просторный салон с большим каменным камином, пять комнат, пекарня, коптильня, кузница, хлева, отдельные здания для слуг, сад с оградой и огород более 800 акров земли. В доме были картины, зеркала и мебель из орехового дерева. 17 мая 1800 года дю Сабль продал все имение Жану Ле Лиму за 6000 ливров и перебрался в Сент-Чарлз. Три года спустя имение перекупил Джон Кинзи.

### Владелец парома
Город Сент-Чарльз сейчас находится в штате Миссури, но тогда входил в состав Испанской Луизианы. Дю Сабль владел испанским, французским, английским и несколькими индейскими языками, что пригодилось ему в торговле. Испанский колониальный губернатор поручил ему обслуживание перевоза через реку Миссури.
Что могло стать причиной переезда, неизвестно. Незадолго до переезда умерла его жена. Дочь вышла замуж за француза и переехала в Луизиану, где работал и его сын, который переехал туда ещё раньше. Скорее всего, дю Сабль хотел быть ближе к семье и жить там, где преимущественно проживали французы. В 1805 году Дю Сабль приобрёл дом на улицах Секонд и Клей в квартале № 72, а также целый городской квартал № 96. В 1814 году его сын умер и был похоронен на кладбище Борромео в Сент-Чарльзе.
Судьба его дочери Сюзан и внучки неизвестна, но, вероятно, он был совсем одинок, когда в 1813 году переписал свое имение на соседку, Юлали Барада, отец которой, Луи Барада, был мясником, пекарем и богатым землевладельцем в городе Сент-Чарльз, в обмен на обещание, что она будет заботиться о нём, а также устроит его захоронение на католическом кладбище в Сент-Чарлзе.

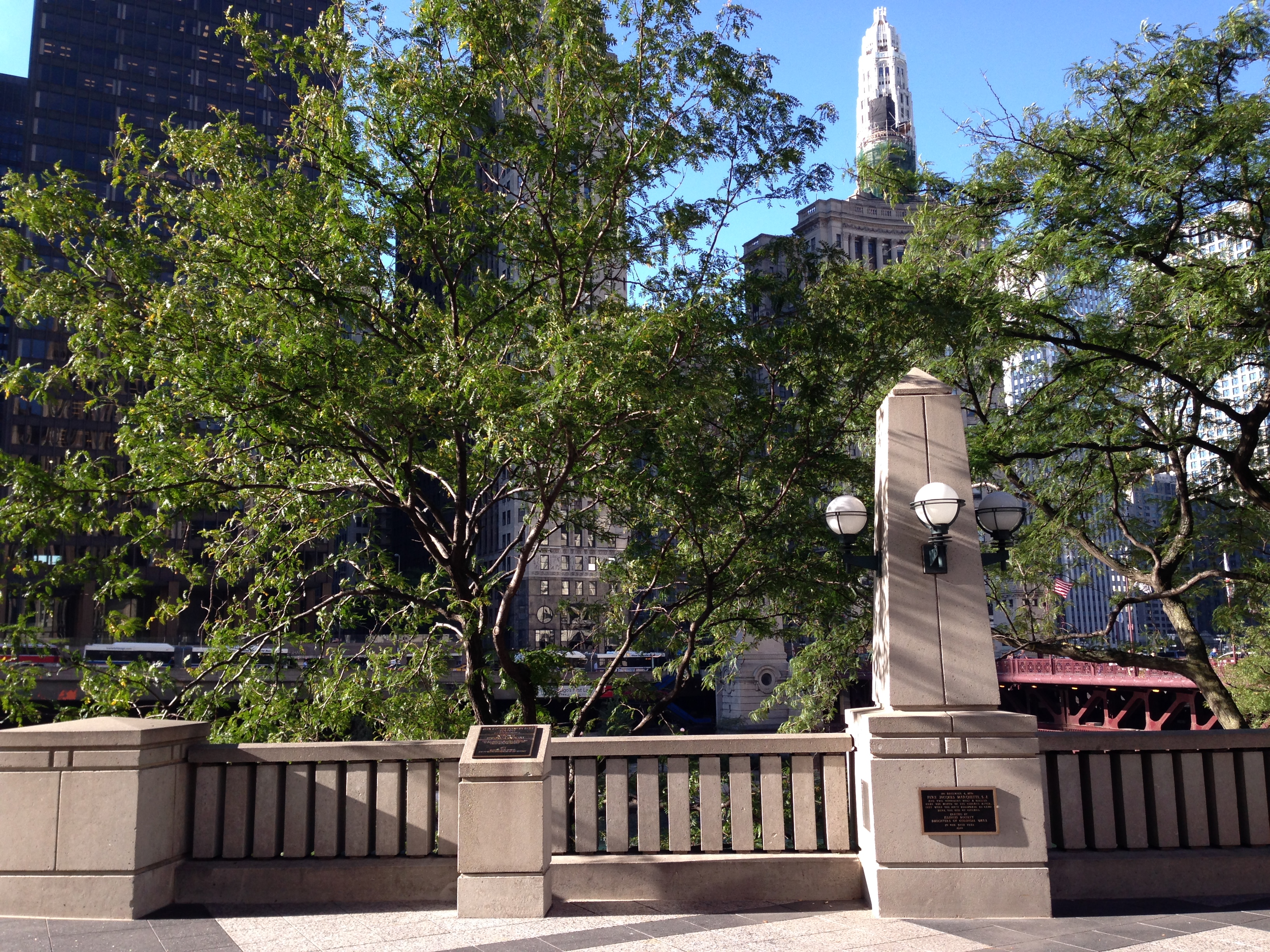
Памятный знак на месте дома Ж. Б. Пуэн дю Сабля

Дю Сабль умер в Сент-Чарльзе 28 августа 1818 года и был похоронен в утерянной к настоящему времени могиле на кладбище Борромео. В приходской метрике о смерти не указано ни его происхождение, ни родители, ни родственники, ни присутствующие на похоронах. В ней написано лишь слово «негр».

## Память
- 12 октября 1968 г. был торжественно открыт гранитный знак на месте, где был, скорее всего, похоронен Жан-Батист Пуэн дю Сабль.
- 25 октября 1968 г. штат Иллинойс и город Чикаго признали его основателем города Чикаго.
- Многие учреждения и общественные места в Чикаго носят имя Жан-Батиста Пуэн дю Сабля.